# Номерні знаки Кабо-Верде

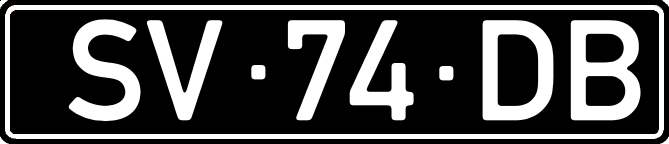
Приватні ТЗ

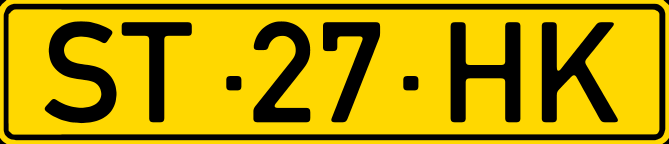
Неприватні ТЗ

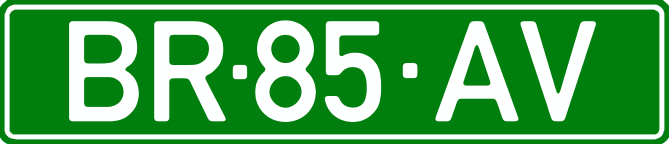
Імпортовані ТЗ

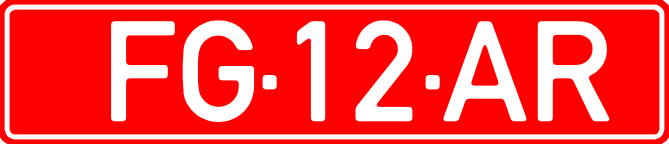
ТЗ іноземних компаній

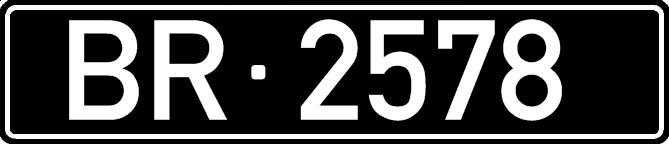
Причепи

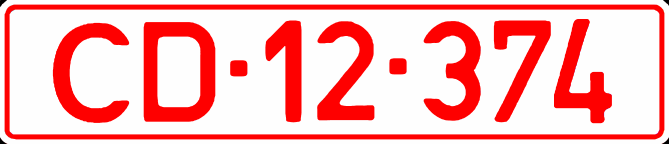
Дипломатичні ТЗ

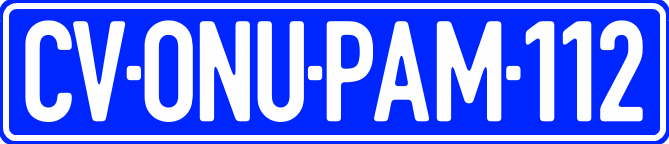
ООН

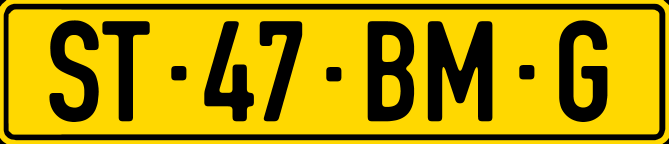
Урядові ТЗ

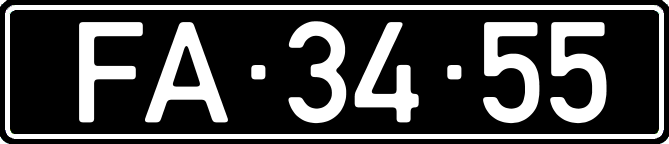
Військові ТЗ

 Код Кабо-Верде для міжнародного руху  ТЗ — (CV).
До 1992 року номерні знаки Кабо-Верде наслідували колишній португальський колоніальний формат «CVx-12-34», білими знаками на чорному тлі.

## Регулярні НЗ 1992 р
Від 1992 року номерні знаки мають формат «АВ-12-CD», де АВ — покажчик регіону реєстрації  ТЗ, 12 — номер, CD — серія. Номерні знаки приватних  ТЗ мають білі знаки на чорному тлі, неприватних — чорні на жовтому, безмитно імпортованих резидентами — білі на зеленому, ТЗ іноземних компаній — білі на червоному.
| Код | Регіон       |
| --- | ------------ |
| BR  | Брава        |
| BV  | Бон Вішта    |
| FG  | Фого         |
| SA  | Санту Антон  |
| SL  | Сал          |
| SN  | Сан Ніколау  |
| ST  | Сантьягу     |
| SV  | Сан Вінсенте |

За формою номерні знаки можуть бути однорядковими, дворядковими, «американського типу».

## Інші НЗ

### Причепи
Номерні знаки причепів мають формат «АВ-1234», де АВ — покажчик регіону, 1234 — номер та мають білі знаки на чорному тлі.

### ДипломатичніТЗ
Номерні знаки дипломатичних  ТЗ мають формат «CMD-12-345» та «CD-12-345», де префікс — покажчик типу дипломатичного персоналу, 12 — код країни, 345 — номер. Номерні знаки цього типу мають червоні знаки на білому тлі.

### ООН
Номерні знаки ООН мають формат «CV-ONU-ABC-123», де CV-ONU означає Кабо-Верде — ООН, АВС — абревіатура організації, 123 — номер.

### Урядові ТЗ
Урядові ТЗ мають стандартний формат з суфіксом G. Чорні знаки на жовтому тлі.

### Військові ТЗ
Військові ТЗ мають схему «АВ-12-34», де АВ — покажчик (FA — повітряні сили, DC — сили оборони). Білі знаки на чорному тлі.